# Лактіонов Сергій Володимирович
Сергій Володимирович Лактіонов (нар. 3 жовтня 1967, Нововолодимирівка, Голопристанський район, Херсонська область, УРСР) — радянський та український футболіст, півзахисник, по завершенні футбольної кар'єри — футбольний тренер. Працює в тренерському штабі ФК «Олександрія».

## Кар'єра гравця
Народився в селі Нововолодимирівка Херсонської області, у 1982 році, по закінченні 7-о класу ЗОШ, потрапив до київського спортінтернату, в якому навчався до 1984 році. У 1982 році виступав за юнацьку збірну УРСР, у футболці якої став переможцем турніру серед республік СРСР. Першим професіональним клубом у кар'єрі Сергія стала кіровоградська «Зірка», за яку виступав протягом двох років. У 1986 році призваний на військову службу. Настуного року виступав у другій лізі СРСР за київське СКА та в аматорських змаганнях за лубенську «Зірку». У 1988 році повернувся до кіровоградської «Зірки», а через півтора сезони виступав перейшов у молдовську «Зарю» (Бєльці). У 1990 році повернувся в Україну, де став гравцем «Кремня». Учасник першого розіграшу чемпіонату України з футболу серед клубів Вищої ліги. Дебют у вищому дивізіоні України відбувся 18 березня 1992 року в нічийному (0:0) поєдинку 3-о туру підгрупи 1 проти запорізького «Торпедо». Сергій вийшов на поле в стартовому складі та відіграв увесь матч. Дебютним голом у «вишці» за «Кремінь» відзначився 6 червня 1992 року на 5-й хвилині нічийного (1:1) поєдинку 17-о туру підгрупи проти запорізького «Торпедо». Лактіонов вийшов у стартовому складі та відіграв увесь матч. У футболці кременчуцького клубу відіграв три з половиною сезони, за цей час у чемпіонатах СРСР та України зіграв 104 матчі та відзначився 10-а голами, ще 6 матчів (2 голи) провів у кубку України.

### «Поліграфтехніка» та вояж до Росії
Під час зимової перерви сезону 1992/93 років перейшов до «Поліграфтехніки». Дебютував у футболці «поліграфів» 27 березня 1993 року в програному (0:2) виїзному поєдинку 23-о туру Першої ліги проти миколаївського «Евіса». Сергій вийшов на поле в стартовому складі та відіграв увесь матч. Вперше відзначився голом за олександрійську команду 13 квітня 1993 року на 38-й хвилині нічийного (1:1) виїзного поєдинку 27-о туру Першої ліги проти білоцерківської «Росі». Лактіонов вийшов на поле в стартовому складі та відіграв увесь матч. У «Поліграфтехніці» провів три з половиною сезони, практично одразу став ключовим гравцем. Загалом же в Першій лізі зіграв 129 матчів та відзначився 16-а голами, ще 4 матчі (2 голи) провів у кубку України.
Влітку 1996 року виїхав до Росії, де підписав контракт з нижньокамським «Нафтохіміком», який виступав у Першій лізі чемпіонату Росії. У нижньокамському колективі зіграв понад 100 поєдинків Першій лізі та кубку Росії. По завершенні сезону 1998 року повернувся до «Поліграфтехніки», в якій відіграв другу частину сезону 1998/99 та першу частину сезону 1999/00 років. В Олександрії знову став «основним» (28 матчів, 3 голи).

### Завершення професіональної кар'єри
Під час зимової перерви сезону 1999/00 років опиняється в бориспільському «Борисфені», який виступав у Другій лізі. За бориспільську команду в Другій лізі зіграв 12 матчів, ще 1 поєдинок провів у кубку України. Напередодні початку сезону 2000/01 років повернувся до Кіровограда, де знову одягнув футболку «Зірки». Того сезону був одним з ключових гравців команди, зіграв 28 матчів у Першій лізі та 1 поєдинок у кубку України. У наступному сезоні продовжувати стабільно грати Сергію не вдалося, завадили травми, внаслідок чого він зіграв лише 2 поєдинки в Першій лізі. Під час зимової перерви перейшов до тернопільської «Ниви», за яку провів 5 матчів (1 гол).

### Завершення футбольної кар'єри
Після відходу з «Ниви» виступав в аматорському чемпіонаті України за «Європу» (Прилуки) та «Іллічівць-Умань». Окрім цього виступав у чемпіонаті Кіровоградської області за «Зорю» (Гайворон) та «УкрАгроКом-2» (Головківка). Також виступав у чемпіонаті Краснодарського краю. Сподівався повернутися до професіонального футболу, проте зрештою завершив футбольну кар'єру в 2010 році .

## Кар'єра тренера
По завершенні футбольної кар'єри залишився в «УкрАгроКомі», де допомагав Юрію Гурі тренувати першу команду клубу. Цей тренерський тандем допоміг головківській команді виграти Другу лігу та вийти до Першої ліги. Після об'єднання «УкрАгроКому» з ПФК «Олександрія» увійшов до тренерського штабу новоствореного ФК «Олександрія», в якому й працює на даний час.